# Predloka
Predloka je naselje v  Slovenski Istri, ki upravno spada pod Mestno občino Koper. Leži na kraškem robu med naseljema Loka in Črni Kal. Ustanovljeno je bilo leta 1986 iz dela ozemlja naselja Loka. Leta 2015 je imelo 79 prebivalcev.